# 中野善敦

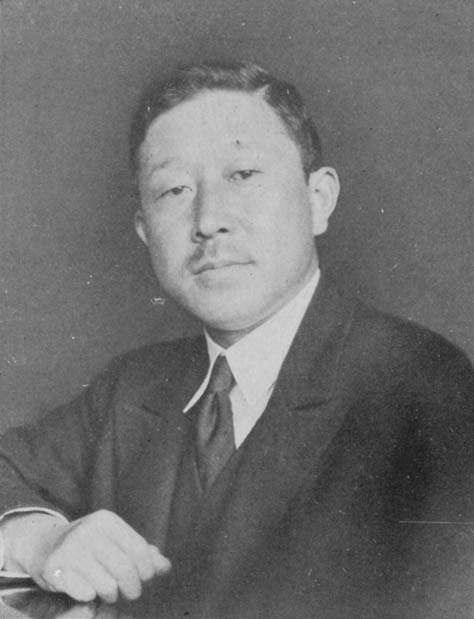
中野善敦

中野 善敦（なかの よしあつ、1896年（明治29年）9月 - 1972年（昭和47年）12月21日）は、日本の内務官僚、弁護士。官選県知事。

## 経歴
東京府出身。中野政方の三男として生まれる。第一高等学校を卒業。1920年、東京帝国大学法学部法律学科（仏法）を卒業。内務省に入省し内務属となる。1921年11月、高等試験行政科試験に合格した。
以後、奈良県書記官・学務部長、栃木県書記官・警察部長、社会局書記官・労働部労務課長、神奈川県総務部長などを歴任。
1939年4月、高知県知事に就任。同年12月、文部省普通学務局長に転任。1942年5月、岐阜県知事となる。満州報国農場の設置、中小商工業再編、授産事業などを推進した。1943年7月に知事を退任した。同年に退官し、戦後、公職追放となった。その後、弁護士となる。